# Division d'Honneur 1911-12
La Primera División de Bélgica 1911/12 fue la 17.ª temporada de la máxima competición futbolística en Bélgica.

## Tabla de posiciones
| Pos | Equipo                      | PJ | PG | PE | PP | GF | GC | Pts | DG  | Notas                               |
| --- | --------------------------- | -- | -- | -- | -- | -- | -- | --- | --- | ----------------------------------- |
| 1   | Daring Club de Bruxelles    | 22 | 18 | 2  | 2  | 79 | 15 | 38  | +64 |                                     |
| 2   | Union Saint-Gilloise        | 22 | 17 | 2  | 3  | 83 | 24 | 36  | +59 |                                     |
| 3   | Racing Club de Bruxelles    | 22 | 13 | 3  | 6  | 72 | 27 | 29  | +45 |                                     |
| 4   | F.C. Brugeois               | 22 | 11 | 7  | 4  | 47 | 25 | 29  | +22 |                                     |
| 5   | C.S. Brugeois               | 22 | 11 | 5  | 6  | 56 | 29 | 27  | +27 |                                     |
| 6   | Antwerp F.C.                | 22 | 9  | 2  | 11 | 33 | 57 | 20  | -24 |                                     |
| 7   | R.C. Gantois                | 22 | 5  | 7  | 10 | 26 | 45 | 17  | -19 |                                     |
| 8   | Excelsior S.C. de Bruxelles | 22 | 5  | 6  | 11 | 23 | 61 | 16  | -38 |                                     |
| 9   | Standard Club Liégeois      | 22 | 6  | 3  | 13 | 29 | 85 | 15  | -56 |                                     |
| 10  | Beerschot                   | 22 | 5  | 4  | 13 | 20 | 60 | 14  | -40 |                                     |
| 11  | R.C. Malines                | 22 | 3  | 7  | 12 | 22 | 42 | 13  | -20 | Descenso a la División de Promoción |
| 12  | Léopold Club de Bruxelles   | 22 | 3  | 4  | 15 | 24 | 46 | 10  | -22 | Descenso a la División de Promoción |

PJ = Partidos jugados; PG = Partidos ganados; PE = Partidos empatados; PP = Partidos perdidos; GF = Goles a favor; GC = Goles en contra; Pts = Puntos; DG = Diferencia de goles